# State Fair (1933)
State Fair is een Amerikaanse filmkomedie uit 1933 onder regie van Henry King. Het scenario is gebaseerd op de gelijknamige roman uit 1932 van de Amerikaanse auteur Phil Stong. De film werd destijds in Nederland uitgebracht onder de titel Kermisminnaars.

## Verhaal
De boer Abel Frake gaat met zijn familie naar de jaarlijkse kermis van zijn thuisstaat Iowa. Abel wil tijdens de braderie de hoofdprijs winnen met zijn gefokte varken. Zijn vrouw Margy is van plan om met haar pasteitjes deel te nemen aan een kookwedstrijd. Hun beide kinderen zullen er bovendien een liefje vinden.

## Rolverdeling
| Acteur         | Personage        |
| -------------- | ---------------- |
| Janet Gaynor   | Margy Frake      |
| Will Rogers    | Abel Frake       |
| Lew Ayres      | Pat Gilbert      |
| Sally Eilers   | Emily Joyce      |
| Norman Foster  | Wayne Frake      |
| Louise Dresser | Melissa Frake    |
| Frank Craven   | Winkelier        |
| Victor Jory    | Hoop Toss Barker |
| Frank Melton   | Harry Ware       |

## Prijzen en nominaties
| Jaar | Prijs  | Categorie  | Genomineerde(n)     | Uitslag     |
| ---- | ------ | ---------- | ------------------- | ----------- |
| 1934 | Oscars | Beste film | Winfield R. Sheehan | Genomineerd |